# Колие с кръст
Колието с кръст е всяко колие с християнски кръст или разпятие.
Кръстовете често се носят като индикация за привързаност към християнската вяра, и понякога се получават като подаръци за ритуали като кръщение и потвърждение (католическо потвърждение на кръщенето). Очаква се представителите на Нехалкедонските църкви и Православната църква да носят колието си кръст през цялото време. Някои християни вярват, че носенето на кръст предлага защита от злото, докато други, християнски и нехристиянски, носят колиета с кръст като моден аксесоар.
„В първите векове на християнската ера кръстът е бил таен символ, използван от преследваните привърженици на новата религия.“ Много християнски епископи от различни деноминации, като например Православната църква, носят колие с кръст като знак от тяхното свещенство.